# 西脇市立日野小学校
西脇市立日野小学校（にしわきしりつ ひのしょうがっこう）は、兵庫県西脇市西田町にある公立小学校である。略称は日野小（ひのしょう）。

## 沿革
当校は1873年（明治6年）、大木村に保明小学校、西田井村に龍輝小学校、その支校を前島村に設置されたことを創設とし、その後合併・改称を経て1952年（昭和27年）、西脇市制実施に伴い西脇市立日野小学校に改称、現在に至る。

## 主な行事
1学期
- 4月 - 1学期始業式、入学式、離任式、家庭訪問
- 5月 - 遠足、交通安全教室
- 6月 - 自然学校（5年生）
- 7月 - 個別懇談、1学期終業式
- 夏季休業（8月） - 奉仕作業

2学期
- 9月 - 2学期始業式
- 10月 - 運動会
- 11月 - 校内音楽会、音楽発表会、連合音楽会、修学旅行
- 12月 - マラソン大会、個別懇談、2学期終業式
- 冬季休業

3学期
- 1月 - 3学期始業式
- 2月 - 新1年生入学説明会、新1年生体験入学
- 3月 - 卒業式、修了式
- 春季休業

出典：

## 校区
- 西脇市
  - 小坂町（以下を除く：84番地 - 88番地、92番地 - 94番地、96番地 - 128番地）
  - 郷瀬町（以下を除く：395番地 - 670番地、672番地 - 674番地）
  - 富田町、富吉南町、富吉上町、日野町、前島町、大木町、野中町、西田町、市原町、羽安町

出典：

## 主な進学先
- 西脇市立西脇中学校[3]

## 周辺
- 日野こども園
- 宇野パン屋（学校給食）
- 鍛冶屋線市原駅記念館
- みどり園
- コヤノ美術館　西脇館
- 内橋ラーメン（播州ラーメン）
- 市原森林公園